# Slavkov (okres Uherské Hradiště)
Slavkov je obec v okrese Uherské Hradiště ve Zlínském kraji, 18 km jihovýchodně od Uherského Hradiště. Žije zde 684 obyvatel. Obcí protéká potok Okluky.

## Historie

### Dějiny obce
První písemná zmínka o obci pochází z roku 1261. Obec Slavkov leží v náhorní rovině v blízkosti Horního Němčí. Název obce je odvozen podle oseckého opata Slávka III. Hrabišice, syna Bohuslava I. Hrabišice.
Historické názvy: 1261 Slevkov, 1421 Zlabcove, 1598 Slawkow, 1751 Slaukow, 1850 Slawkow, Slavkov, od roku 1924 trvale Slavkov. V obci jsou místní názvy tratí: Horní Pole, Horní Padělky, Dolní pole, Prostřední pole, Kopanice, Přední kút, Zadní zbytek, Ponáška, U mlýna, Dolní Padělky, Od Dolnoněmčí, Sviní hnízdo, Padělský mlýn, Kousky, Dolní háj, Ochozy, Zadní louky, Přední louky, Lucko, Porážky, Trestná.
Místní jméno ukazuje na to, že jde o ves kolonizační, jejíž počátky jsou spjaty s Bohuslavem z Rýzmburka. Ves se nejprve jmenuje ve falsu datovaném v roce 1261 při vymezení hranic vizovického kláštera. V roce 1298 se psal podle vsi Oneš ze Slavkova. V roce 1361 Mikšík ze Slavkova předal Frankovi z Kunovic a jeho bratranci Václavovi z Kunovic, proboštu dolnokounickému, dva a půl lánu ve Slavkově. Pak ves náležela ke Strání a v roce 1413 držel Slavkov a Suchou Loz Oldřich Stoš z Bránice. V roce 1447 byl Slavkov příslušenstvím veselského zboží, později však ostrožského.
V roce 1592 bylo ve Slavkově 52 osídlených domů v tom i dva mlýny. Fojt seděl na zákupním statku. Z půllánu se odvádělo o Jiřím 11 grošů, 4 slepice a 8 vajec. Celkem vycházelo z celé obce 29 zlatých 16 grošů a 3 dny roboty, z gruntu 10 zl. 7 gr., den za roboty a 2 kopy a 29 slepic a 10 kop a 7 vajec. Poddaní byli povinni 49dní orbou, odvozem 304 vozů hnoje, 47 dní děláním dříví a jeho odvozem do Hluku. Dále odvozem 76 vozů dříví k cihelně a stejně k hluckému zámku. Museli odebrat jednu bečku vrchnostenského vína. Vrchnost tu vybudovala svůj dvůr s půllánem rolí a hájem Trestná.
Těžké zkoušky zažila obec jako pohraniční oblast v 17. století, zejména v roce 1605, v období třicetileté války, ale i ve druhé polovině 17. století. V roce 1663 byla celá obec vypálena i s tamním dvorem. Bylo spáleno všechno obilí a uloupeny ovce.

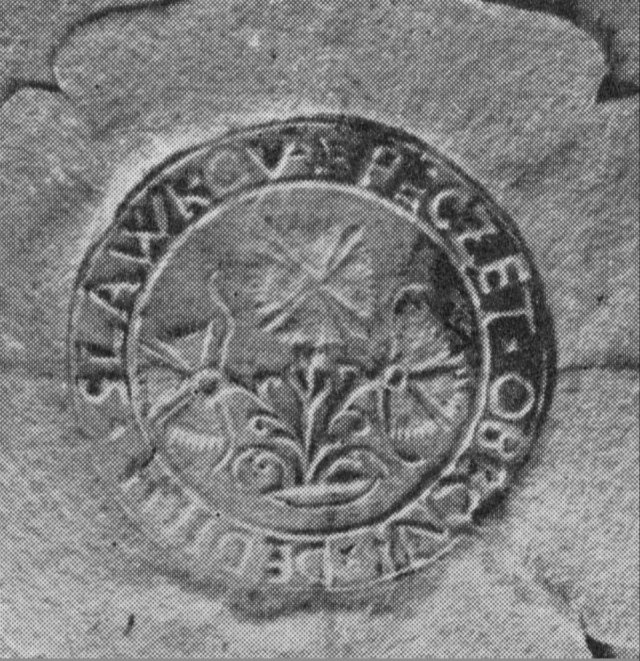
Pečeť obce Slavkov, 1749

Podle tereziánského katastru se zjistilo v obecním katastru 1731,4 měřic orné půdy, 12 měřic zahrad, 76 měřic pastvin, 156 fůr sena na lukách a 1 000 měřic lesa. Vrchnostenský dvůr měl 152,4 měřic polí a 1 měřici zahrady a poskytoval 106 fůr sena. Robotovalo u něho 18 půlláníků dvěma koňmi po 3 dny v týdnu a navíc v létě dvěma koňmi po 4 dny v týdnu nebo jedním pěším 6 dnů v týdnu. Celkem se zde napočítalo 24 půlláníků a 21 čtvrtláníků. Podle děkanské matriky se zjistilo 338 dospělých a 131 dětí česky mluvících.
V roce 1843 se v obci napočítalo 263 mužů, 283 žen. Celkem se napočítalo 546 bydlících osob v 89 domech a 125 osob v bytových jednotkách. Z toho se 123 rodin se živilo zemědělstvím. V provozu byl nejen vrchnostenský dvůr ale i mlýn a palírna. Tato ročně vyrobila 40 sudů 20stupňové pálenky. K výrobě bylo nutno 18 měřic ječmene, 350 měřic brambor a 16 sáhů dříví. Katastr obce čítal 842 jiter polí, 468 jiter luk, 18 jiter zahrad, 138 jiter pastvin, 662 jiter nízkého lesa, 212 jiter chrástí, tj. celkem 2340 jiter. Chovalo se tu 45 koní, 52 volů, 43 krav, 19 kusů mladého dobytka, 48 vepřů a 1467 ovcí.
Obcí procházela obchodní silnice z Ostrohu na Strání až do Nového Mesta nad Váhom. Vrchnostenský mlýn zanikl začátkem druhé světové války. Do katastru obce zasahoval ostrožský lichtenštejnský velkostatek, a to dvorem Nivnice o celkové rozloze 364,40ha, který do pozemkové reformy byl v pronájmu bratří Mayů. Během parcelace v roce 1923 byly z něho šesti drobným rolníkům ze Slavkova přiděleny 4 ha. Obec byla připojena na elektrickou síť Západomoravských elektráren v roce 1942. Státní silnice ve Slavkově byla přebudována v roce 1937. Autobusovou dopravu z Horního Němčí přes Slavkov do Uherského Hradiště, Uherského Ostrohu a Uherského Brodu zavedl majitel autodopravy Antonín Galuška v roce 1928.
Místní občané již před první světovou válkou odcházeli za prací na jižní Slovensko, do Vídně a do Brna. Ze světa přinášeli nové sociální a pokrokové myšlenky, které se v obci obtížně uplatňovaly. I přes obtíže se místní organizace sociálně demokratické strany podařilo ustavit v roce 1904, z jejích členů velká část radikálně levicově orientovaných přešla v roce 1921 k založené KSČ. Místní odbor Národní jednoty z roku 1913 zanikl v roce 1921. Spolek Domovina pochází z roku 1923.
V obci hospodařilo v roce 1939 236 zemědělských usedlostí. Z těchto bylo 27 do 0,5 ha, 28 do 1 ha, 49 do 2 ha, 81 do 5 ha, 42 do 10 ha, 7 do 20 ha, a 2 nad 50 ha. K ustavení JZD došlo v roce 1951. V roce 1961 hospodařilo JZD na 654 ha, z nichž na ornou půdu připadalo 410 ha. Farou náleží Slavkov již od roku 1751 k Hornímu Němčí, předtím příslušel k Nivnici. Dříve také docházeli do Horního Němčí žáci, vlastní škola vznikla až ve 20. letech 19. století. Lidová škola hospodářská byla v obci otevřena v roce 1942 a mateřskou školu má Slavkov od roku 1961. V roce 1993 byla v obci zřízen vodovod. 9. listopadu 1996 byl v obci otevřen "Dům pokojného stáří sv. Petra a Pavla", žehnání provedl olomoucký arcibiskup Jan Graubner. V obci není pošta, 1. října 1997 byla uvedena do provozu poštovna. V roce 1997 byla také provedena plynofikace obce.

### Škola
Slavkov neměl dlouho svoji vlastní školu a děti navštěvovaly školu v Horním Němčí. Roku 1592 je zmiňován českobratrský sbor ve Slavkově, lze tedy usuzovat, že českobratrské děti byly vzdělávány ve sborové škole.
Roku 1872 okresní hejtmanství vydalo rozhodnutí, na základě kterého bylo obci nařízeno založit školu. První vyučování započalo 16. září 1879 se 124 žáky. V závěru roku 1898 bylo uloženo obci rozšíření školy na dvojtřídní. Stavba byla zahájena 7. srpna 1902, 4. ledna 1903 se i v nástavbě začalo vyučovat.
Dne 1. listopadu 1918 přísahalo moravské učitelstvo věrnost a poctivost československé republice. V roce 1919 byl ve škole rekordní počet žáků – 223. Ve školním roce 1922/23 na dvoře přistavěna zimní tělocvična. V letech 1930/31 se konal první školní výlet do Brna, Křtin a Punkevních jeskyní s propastí Macochou. V srpnu 1931 byla zřízena školní kuchyně. Ve školním roce 1933/34 bylo povoleno mimo římskokatolického náboženství povoleno ve škole vyučovat náboženství československé.
V roce 1945/46se poprvé odehrává oslava VŘSR, jako důsledek poválečného politického uspořádání. Dne 16. 10.1955 obec a školu navštívil bývalý předseda vlády Fierlinger. Jinak je ze zápisu zřejmé, že učitelstvo v té době je stále více tlačeno do spíše politické, než vzdělávací práce. A to i formou udání na “výše postavené” funkcionáře. V letech 1968/69 byla v budově školy zřízena Místní lidová knihovna.
Rozhodnutím Odboru školství ONV v Uherském Hradišti byla škola k 1. září 1977 zrušena. Rozhodnutí bylo schváleno radou MNV na plenárním zasedání v dubnu 1977. Podle zápisu je postup „shodný se závěry XV. sjezdu KSČ, ve kterém se mluví o dalším rozvoji školství“.

### Raiffeisenova záložna
Raiffeisenka vznikla v roce 1893, jako třetí na Moravě (po Letovicích a Blatnici pod sv. Antonínem) a první v dnešním okrese Uherské Hradiště. Byla založena jako Raiffeisenova záložna, později přejmenovaná na Spořitelní a záloženský spolek. Prvním starostou záložny byl Otto Svoboda až do roku 1909, kdy zemřel. Po Svobodově smrti se starostou stal Josef Bobčík do roku 1918, v letech 1918–1921 byl Martin Hulík, 1921–1945 Josef Uher a po roce 1945 Jan Bobčík.
Pro občany se úřadovalo vždy v neděli odpoledne v budově hostince. Roku 1919 byla přeložena do budovy hasičského sboru. Záložna nakoupila postupně hospodářské stroje a za poplatek je půjčovala svým členům. Byly to stroje, které sloužily drobným zemědělcům: jetelový secí stroj, tři secí stroje obilní, pérový kultivátor, kroužkový válec na drcení hrud, stroj na čištění obilí k setí a mostní váha. Přebytek z poplatků za půjčování sloužil jako rezerva na opravy. Členům se opatřovala i umělá hnojiva, která se prostřednictvím ústředí v Brně objednávala za výhodnějších cen. Všechny stroje při svém založení byly převzaty místním JZD Slavkov. V únoru 1929 byla neznámými lupiči vyloupena pokladna. Pachatelé nebyly zjištěni a škoda uhrazena pojišťovnou. Po okupaci byla zřízena prozatímní správa záložny, v roce 1946 převzala Státní spořitelna všechny lidové peněžní ústavy.

### Odboj za války

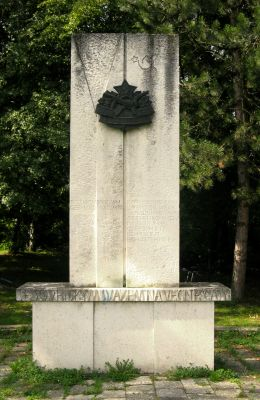
Pomník padlým ve druhé světové válce

Od počátku okupace v roce 1939 zde pracovala aktivně ilegální protifašistická skupina. Vedoucí skupiny byl Jan Rožnovský. Členové šířili ilegální tisk a pořádali sbírky na pomoc rodinám zastřeleným. Skupina působila na jih od Uherského Brodu a lze v ní nalézt kořeny později vzniklé partyzánské skupiny Jan Žižka. Po vyzrazení se některým podařilo uprchnout do Prahy, kde spolupracovali ve vydávání Rudého práva. Při raziích po atentátu na Heydricha objevilo gestapo v Libni tiskárnu Rudého práva. Odbojářům z Uherskobrodska, pracujícím v tiskárně, se však podařilo uprchnout. Úkryt pak nalezli v bunkru připraveného odbojovými pracovníky ve Slavkově. Zde se zdržovali až do jara 1943, kdy se rozešli. Po odhalení tiskárny v Korytné se František Borýsek a Jan Gazdík ukrývali ve Slavkově. V roce 1942 postavila skupina ve slavkovském lese dva bunkry, pro lidi, kteří byli hledaní gestapem.
Obec byla osvobozena sovětským a rumunským vojskem 26. dubna 1945. Osvoboditelům byl vybudován památník. Dále na domě č. 20 je umístěna pamětní deska Janu Rožnovskému, který se stal obětí okupace.

## Pamětihodnosti

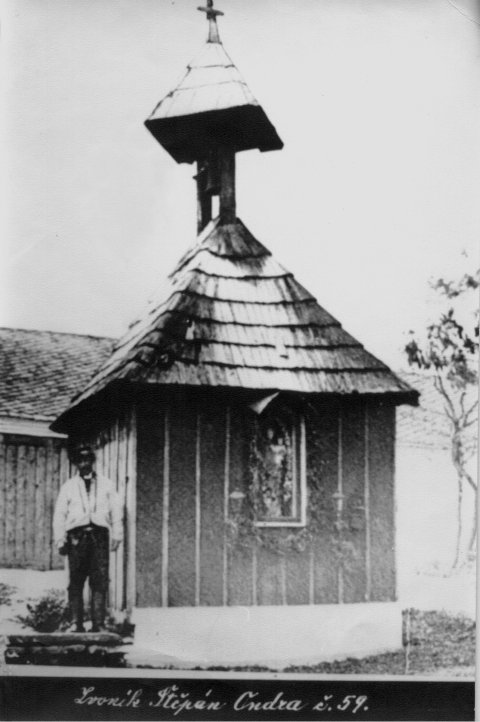
Stará zvonice (cca 1780–1927)

### Kaple Nejsvětější Trojice
Kaple stojí u silnice směrem na Dolní Němčí. Obecní kronika nejstarší zmínku v souvislosti s kaplí uvádí k roku 1860 v souvislosti s reversem udržování od obce. P. Jan Huňka uvádí, že kaple byla postavena v roce 1729. Každoročně o svátku Nejsvětější Trojice se konal průvod od farního kostela v Horním Němčí.

### Zvonice
V 80. letech 18. století císař Josef II. vydal nařízení, že ve všech obcích, kde není kostel, musí být postaveny zvonice, sloužící k upozornění obyvatelstva na hrozící nebezpečí. Ve Slavkově byla tato zvonice zbudována – celá dřevěná, kryta šindelovou střechou, nad kterou byla umístěna menší otevřená věžička, v níž se nacházel zvon. Dne 21. ledna 1925 se výbor Lidové jednoty usnesl a 23. ledna postoupil obecní radě ve Slavkově návrh, aby byla stávající zvonice opravena, nebo nahrazena zvonicí novou. Obecní rada návrh schválila a v roce 1927 byla postavena nová s věžními hodinami. Zvonici, zvon a hodiny požehnal 29. června 1927 hornoněmčický farář P. Karel Komárek za účasti P. Jindřicha Koželuha, faráře z Dolního Němčí a P. Josefa Paly z Boršic.
Ve zvonici je umístěna socha Panny Marie. Tato socha byla pořízena v roce 1903 Bratrstvem živého růžence. V průběhu druhé světové války došlo k poškození zvonu, avšak nový zvon byl instalován až v roce 1993, spolu s elektrickým zvoněním. Požehnal jej 30. června 1993 P. Bohumil Čuhel, farář z Dolního Němčí a administrátor pro Horní Němčí.

### Kříže
- Kříž na hřbitově – P. Huňka a jeho farní kronika hovoří o tom, že hřbitov se připomíná 1655. Roku 1884 byl rozšířen s tím, že zde byla uvažována výstavba kaple, která se neuskutečnila. Tento hřbitov byl žehnán teprve roku 1904. Dřevěný kříž byl nahrazen v roce 1909 pískovcovým s litou a pozlacenou figurou. V roce 1964 starý hřbitov zrušen, osud původního dřevěného a nového kamenného kříže neznámé. Na místě hřbitova založen park. Současný hřbitov založen v roce 1948, v jeho centru stojí kamenný kříž, do jehož podstavce byly dle pamětníků při stavbě uloženy soudobé mince.
- Bobčíkův kříž – Na křižovatce silnic I/54 a II/498, založený 1793. Původně dřevěný kříž byl opatřen figurou na plechu malovanou, v roce 1908 nahrazen křížem kamenným.
- Ondrův kříž – Nachází se za Slavkovem směrem na Horní Němčí, původně dřevěný byl založen 1860. V roce 1945 nahrazen křížem kamenným.
- Uhrův kříž – Za bývalou školou, založen 1870. Zpočátku dřevěný. Obec se 19. července 1908 zavázala k udržování, a téhož roku postavila na místo dřevěného kříž kovový s kamenným podstavcem. Později byl i tento nahrazen novým, ve stylu klasického hřbitovního. Rovněž tento dřevěný kříž byl dle P. Jana Huňky opatřen plechovou figurou. Kříž z roku 1908 byl zdoben pozlacenými figurami Krista a sedmibolestné P. Marie.

### Pomník druhé světové války
- Pomník se nachází v parku v blízkosti "Domu pokojného stáří sv. Petra a Pavla." Původní pomník sestávající z kruhové plošiny o průměru zhruba 10 metrů a samotného pamětního sloupu byl na počátku 21. století upraven – pamětní sloup byl přemístěn stranou k domu č. 176, dlážděná plošina rozebrána a nahrazena dětským hřištěm.

### Kaple sv. Zdislavy

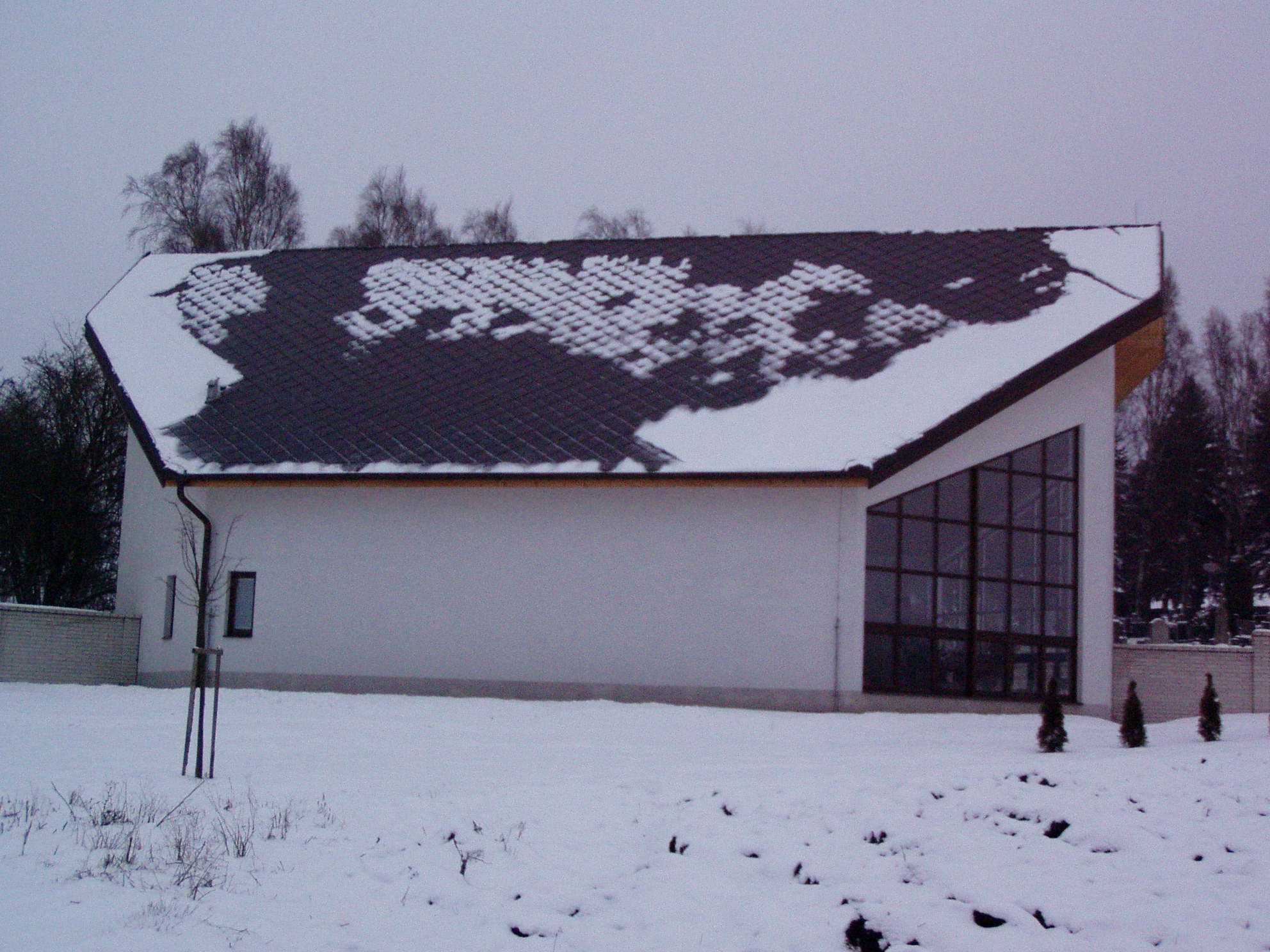
Kaple sv. Zdislavy

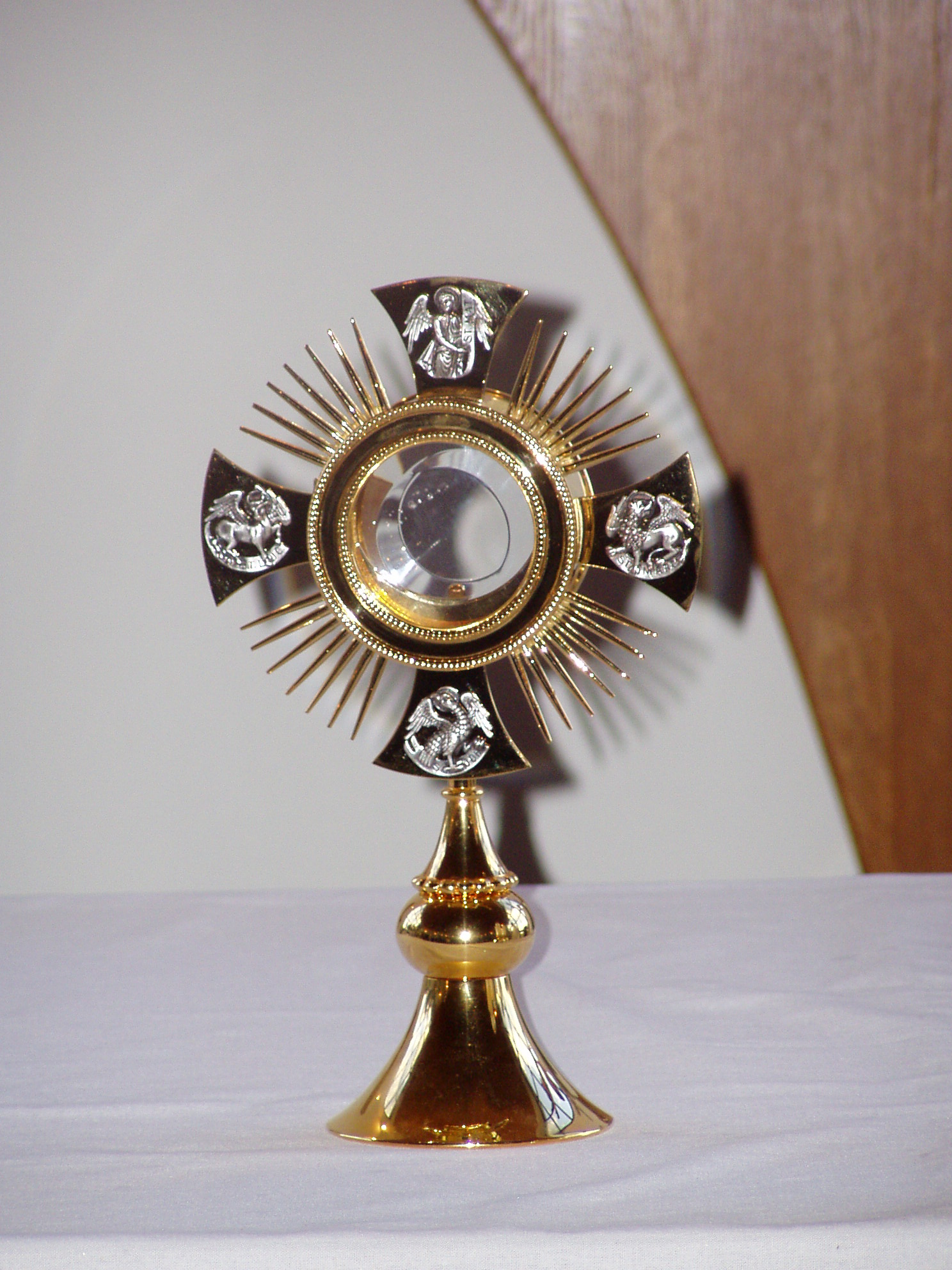
Monstrance z kaple sv. Zdislavy ve Slavkově (2003)

- Smuteční síň a římskokatolická kaple sv. Zdislavy z Lemberka se nachází na obecním hřbitově. Kapli 15. října 2000 požehnal olomoucký arcibiskup Jan Graubner.

## Spolky

### Sbor dobrovolných hasičů
Sbor dobrovolných hasičů byl ustanoven 5. dubna 1907 a stanovy byly schváleny místodržitelstvím v Brně 20. dubna téhož roku. Na počátku měl 44 členů. Výzbroj a vozová ruční stříkačka pořízeny 1909. V roce 1912 obec postavila první zbrojnici a 8. září 1912 byla posvěcena stříkačka. Prostředky na svoji činnost získával sbor pořádáním tanečních zábav, divadelních představení, využíváno bylo i půjček. Roku 1923 sbor zakoupil berlovou stříkačku. V roce 1926 se součástí hasičského sboru stala i Samaritská stráž, jakási obecní zdravotní služba. Byla hojně využívána, protože lékař byl až v Nivnici. Jen v roce 1928 ošetřeno 120 případů zranění, v roce 1934 již ve 317 případech. V roce 1930 byla pořízena nová, motorová stříkačka.
Před válkou se sbor začal orientovat na činnost civilní obrany. Byla pořádána cvičení, přednášky branné výchovy a protiletecké obrany, v roce 1937 pořízeny plynové masky. Po válce se činnost obnovila. V roce 1955, v roce 1957 a zejména 5. června 1961 hasiči (tehdy již požárníci) zasahovali při povodni, která postihla obec. V roce 1957 dostali hasiči při příležitosti 50 let výročí své existence novou motorovou stříkačku, v roce 1970 valník Tatra 805. V roce 1976 byla hasičská zbrojnice přemístěna do objektu JZD a v prosince 1989 otevřena nová hasičská zbrojnice.

### Další spolky
- TJ Sokol

- vodácký oddíl
- ČOZS, založený 1966
- klub důchodců
- myslivecké sdružení KASIVEC

## Zaměstnavatelé v obci
- Kasko spol. s r.o. – výrobce plastových výrobků do automotive, obrubníků JenZatlouct a stavebnice Flexi Element.
- Kredit – regály
- Stamit – kovoobrábění
- Agro Okluky – servis plošin